# Amitermes snyderi
Amitermes snyderi är en termitart som beskrevs av Light 1930. Amitermes snyderi ingår i släktet Amitermes och familjen Termitidae. Inga underarter finns listade i Catalogue of Life.